# Cyclophora nanularia
Cyclophora nanularia är en fjärilsart som beskrevs av Herrich-Schäffer 1870. Cyclophora nanularia ingår i släktet Cyclophora och familjen mätare. Inga underarter finns listade i Catalogue of Life.